# Браун, Энтони, 1-й виконт Монтегю
Энтони Браун (англ. Anthony Browne; 29 ноября 1528 — 19 октября 1592, Хорсли, Суррей, Королевство Англия) — английский аристократ, 1-й виконт Монтегю с 1554 года, рыцарь Бани. До получения титула пять раз избирался депутатом Палаты общин (в 1545, 1547, дважды в 1553, в 1554 годах). В правление Елизаветы принадлежал к католической оппозиции.

## Биография
Энтони Браун родился в 1528 году и стал старшим из шести сыновей сэра Энтони Брауна (богатого землевладельца из Суррея, четырежды представлявшего это графство в парламенте) и Элис Гейдж. В 1545 году благодаря влиянию отца он был избран членом парламента от Гилфорда. Позже Энтони получил почётную должность королевского знаменосца, до 16 февраля 1547 года стал конюшим в королевских конюшнях. В 1546 году он сопровождал своего родственника Джона Дадли, виконта Лайла, во Францию. На коронации Эдуарда VI 20 февраля 1547 года Браун был посвящён в рыцари Бани.
В 1548 году сэр Энтони потерял отца. Тогда он был ещё несовершеннолетним, но получил разрешение выкупить право управлять семейными владениями за 333 фунта стерлингов. В 1550 году Браун полностью вступил в свои права. Годом позже он впервые вызвал неудовольствие властей: ему пришлось провести шесть недель в тюрьме Флит из-за посещений католической мессы. 22 марта 1551 года Браун признался Совету, что ходил на мессу «дважды или трижды в Ньюхолле и один раз в Ромфорде» в связи с приездом в этот город «миледи Марии» (единокровной сестры короля, отличавшейся приверженностью католицизму). 4 мая он вышел на свободу, будучи предупреждён о недопустимости подобного рода проступков. Тем не менее в ноябре 1552 года Браун получил пост шерифа Суррея и Сассекса, а в следующем году был включён в состав комиссии, ведавшей церковным имуществом, и в третий раз заседал в Палате общин как представитель Питерсфилда. Этими назначениями он, по-видимому, был обязан Джону Дадли, теперь уже герцогу Нортумберленду, обладавшему огромным влиянием. Однако после смерти Эдуарда VI, когда Дадли попытался возвести на престол протестантку Джейн Грей, Браун поддержал принцессу Марию, которая и стала королевой (лето 1553 года).
Сэр Энтони был снова избран в парламент от Питерсфилда в октябре 1553 года и от Суррея в апреле 1554 года (во втором случае его победа на выборах была организована Стаффордами). В июне 1554 года он получил почётную должность конюшего при Филиппе Испанском, женихе королевы, но вскоре принц предпочёл назначить на этот пост испанца. Такое решение вызвало скандал, и королева сочла необходимым дать Брауну компенсацию: он получил титул виконта Монтегю, ежегодную ренту в размере 20 марок и дополнительные земельные владения. Кроме того, сэру Энтони была назначена испанская пенсия в размере 500 крон в год.
В феврале 1555 года виконт вошёл в состав посольства, направившегося в Рим, чтобы просить о примирении английской церкви со Святым Престолом. Летом 1557 года он служил под началом графа Пембрука в Кале, позже участвовал в осаде Сен-Кантена, весной 1558 года в качестве лейтенанта Сассекса организовал оборону побережья на случай французского вторжения. Сэр Энтони регулярно участвовал в работе Палаты лордов, состоял в ряде комитетов и делегаций. Он сохранил активность и после смерти Марии в 1558 году, когда королевой стала протестантка Елизавета I. Единственным из светских пэров виконт
выступил против законопроектов о роспуске религиозных конгрегаций, восстановленных Марией, и о возврате к королевской супрематии; он проголосовал и против инициативы о единообразии. В своей речи сэр Энтони предупредил палату об опасности, которой грозит королевству папское отлучение. В 1563 году он выступил против законопроекта об обязательной присяге монарху как главе церкви и об ужесточении наказания за отказ. «Какой человек настолько лишен мужества и чести, что может согласиться принять новую религию силой и принуждением?» — спросил виконт своих слушателей. В итоге закон был принят, но лордов освободили от принесения присяги.
Несмотря на свою оппозиционность, виконт получал от короны важные поручения. В январе 1560 года именно он (по его словам, против своей воли) сообщил Филиппу Испанскому о высадке французов в Шотландии и попросил Филиппа помочь предотвратить вражеское вторжение в Англию. В 1565 году Браун вёл переговоры с Нидерландами о торговом соглашении, в 1569 году он стал лордом-лейтенантом Сассекса. Ходили слухи об участии сэра Энтони в католических заговорах, но реальных подтверждений этому в источниках нет. Виконт умер 19 октября 1592 года в своём поместье Хорси в Суррее.

## Семья
Сэр Энтони был женат дважды. Примерно в 1551 году он женился на Джейн Рэдклифф, дочери Роберта Рэдклиффа, 1-го графа Сассекса, и Маргарет Стэнли. В этом браке родились сын Энтони (умер в 1592) и дочь Мэри (1552—1607), жена Генри Ризли, 2-го графа Саутгемптона. После смерти леди Джейн виконт женился на Магдален Дакр, дочери Уильяма Дакра, 3-го барона Дакра из Гилсланда, и Элизабет Толбот. В этом браке родились пять сыновей и три дочери, в том числе Джордж, Генри (умер в 1628) и Элизабет, жена Роберта Дормера, 1-го барона Дормера.
Старший сын виконта умер при его жизни, так что наследником титула и семейных владений стал внук, тоже Энтони.